# Асаф Али, Аруна
Ару́на Аса́ф Али́ (1909 — 1996) — индийская революционерка, активистка движения за независимость страны от Великобритании. Широко известен её поступок во время Августовского движения в 1942 году, когда она подняла на бомбейской площади Говалья-Танк флаг Индийского национального конгресса.

## Биография
Родилась в Пенджабе в городе Калка, происходила из семьи бенгальских брахманистов (одно из течений индуизма). Начальное образование получила при монастыре в Лахоре, затем училась в Найнитале, после работала преподавателем в Калькутте. В 1928 году вышла замуж за Асафа Али, лидера партии Конгресса в Аллахабаде и мусульманина, несмотря на протесты родителей из-за их разницы в вероисповедании и возрасте. Под влиянием мужа стала активным деятелем Индийского национального конгресса, принимала активное участие в Соляном походе. В 1931 и 1932 годах арестовывалась, после второго освобождения на время отошла от общественной деятельности.
В 1942 году принимала активное участие в Августовском движении: 9 августа возглавила группу людей, водрузивших на площади Бомбея флаг Конгресса, что стало сигналом к началу движения. Англичане конфисковали её имущество и выдали ордер на арест, но Аруна ушла в подполье, в 1944 году опубликовав статью, в которой призывала молодёжь отказаться от идеи «ненасильственного сопротивления» и присоединяться к революции. За её голову была объявлена награда в 5000 рупий.
Вышла из подполья в 1946 году, когда преследование в отношении неё было прекращено. После получения Индией независимости была сначала членом Социалистической партии Конгресса, затем, разочаровавшись в ней, в 1948 году вступила в Социалистическую партию, а в начале 1950-х годов — в Коммунистическую партию Индии. В 1954 году стала одной из основательниц Национальной федерации индийских женщин, в 1958 году была избрана первым мэром Дели.
В 1964 году была награждена Международной Ленинской премией мира, в 1991 году — премией Джавахарлала Неру. В 1984 году награждена советским орденом Дружбы народов. В 1992 году получила вторую по значимости гражданскую награду Индии — Падма Вибхушан, а в 1997 году (посмертно) — Бхарат Ратна, высшую награду страны.